# Sågen, Vansbro kommun
Sågen är en by och tidigare stationssamhälle i Äppelbo socken i Vansbro kommun, 35 km söder om Vansbro, belägen vid den nedlagda Inlandsbanans södra del. Innan banan lades ned 1969 brukade skogsprodukter lastas här. Före järnvägens tillkomst på 1890-talet hette platsen Slagforsheden. Byn ligger vid Svartälven, i Västerdalarnas finnmarker. Sågen har de senaste åren blivit en semesterby då ett antal holländska familjer har köpt hus i första hand som sommarbostäder.[källa behövs] I Sågen finns en bystugeförening som bland annat driver ett teknikmuseum. Dessutom finns i byn ett geologiskt museum, tillhörigt Västerdalarnas Geologiska Förening. I den före detta järnvägsstationen inryms numera väntsalsmuseum, vandrarhem, sommarcafé samt uthyrning av trampdressiner.